# 宋夏圭長江萬里圖卷
《宋夏圭長江萬里圖卷》是源自明代的一幅手卷。舊傳為南宋夏圭所繪，此卷因技法純熟，佈局出色而突顯了典型的浙江画派，被視為解讀明代畫家繼承夏圭一派畫法的具體表現方式。今收藏於臺灣臺北市的國立故宮博物院。

## 描述
此卷據傳為夏禹玉（夏圭）所藏。完成於至元後六年的立冬日，柯九思在復古齋觀賞此圖。柯敬仲題為《長江万里圖》。後有三尺，重裝時遭到裁剪。讀元吳立夫《淵穎集》中有題楊子仁所藏的《巴寇出峽圖》《長歌》，似與此圖相符。因而以《巴船出峽圖》為其名，並在後面書寫了其詩。清朝期間，該畫作被視為神品送進內府鑑藏。
該畫卷為典型的明代浙江畫派，該手捲自右向左展開，描繪了從逆流而上的洶湧波濤到江口的平靜場景。右側是幽閉而可怖的河谷，被商船踏過，這些船隻駛向河岸上的一個村莊，村莊中還有旅館、亭子和寺廟。陸地上的人物動作賦予了畫卷一種生動的感覺。樹木、山石、人物的筆觸緊繃有力，相當生動地呈現了長江三峽的險峻之處。
對於畫中的樹木、石塊和人物的筆觸則具呈現精湛、熟練的技法呈現，其中岩石運用斧劈皴法和皴擦技巧。由於畫作層次分明。被視為明代（1368-1644）浙派畫派的特點。當前，該作品被視為明代畫家模仿夏圭畫風而作。
2012年3月26日，《宋夏圭長江萬里圖卷》登錄中華民國重要古物。

## 另見
- 國立故宮博物院古物列表

## 外部連結
- 宋夏圭長江萬里圖卷< 故宮數位典藏系統 （页面存档备份，存于）
- 宋夏圭長江萬里圖卷 - 文化部文化資產局 （页面存档备份，存于）
- 宋夏圭長江萬里圖卷< 精選圖像< 故宮Open Data專區 （页面存档备份，存于）